# Вариолит
Вариолит (енгл. Variolite, фр. Variolite, рус. Вариолит) је ситнозрнаста или афанатична стена, обично базалтског, некада андезитског или другог састава која садржи округла тела величине грашка – вариоле.Вариоле се састоје од сферолитно сраслих влакана фелдспата између којих се налазе фина зрна аугита или рудних минерала.